# Kavaratti
Kavaratti är huvudstaden i det indiska unionsterritoriet Lakshadweep. Folkmängden uppgick till 11 210 invånare vid folkräkningen 2011. Staden är belägen på en atoll med samma namn.